# Kemal Faruki
Kemal Ahmet Faruki (* 27. August 1906 in Istanbul; † 27. Januar 1988 in Kairo) war ein türkischer Fußballspieler und Geschäftsmann. Durch seine langjährige Tätigkeit für Galatasaray Istanbul und als dessen Eigengewächs wird er mit diesem Verein assoziiert. Er gehörte jener Galatasaray-Mannschaft an, die in den 1920er und 1930er Jahren den türkischen Fußball dominierte und fünf von acht möglichen Istanbuler Meisterschaften holte. Wegen seiner unkonventionellen Spielweise und seiner unerwarteten Spielzüge wurde er als Zıt Kemal (dt. Paradoxer Kemal) bezeichnet.

## Spielerkarriere

### Verein
Faruki besuchte das renommierte Galatasaray-Gymnasium und spielte in der Jugendabteilung des Traditionsvereins Galatasaray Istanbul, der 1905 von Schülern des Galatasaray-Gymnasiums gegründet worden war. Sein fußballerisches Talent sprach sich in der Galatasaray-Gemeinde schnell herum, sodass er in der Saison 1922/23 in den Kader der Fußballmannschaft Galatasaray aufgenommen wurde. Zum Zeitpunkt seines Eintritts in den Profikader war Istanbul wegen der Niederlage des Osmanischen Reiches im Ersten Weltkrieg besetzt (siehe Besetzung Istanbuls). Nachdem die türkischen Mannschaften in einem Großteil dieser Besatzungszeit keine Liga mehr austrugen, wurde mit der Saison 1920/21 der Spielbetrieb der İstanbul Cuma Ligi (dt. Istanbuler Freitagsliga) wieder aufgenommen, der damals renommiertesten Liga des Landes. Faruki absolvierte in seiner ersten Saison lediglich eine Ligapartie für seinen Verein.
Mit dem Ende der Besatzung Istanbuls und der Staatsgründung der modernen Türkei wurde auch der Fußball in Istanbul reformiert. Nachdem zuvor in einigen Spielzeiten mehrere Istanbuler Ligen wie Freitagsliga und Sonntagsliga parallel existiert und miteinander konkurriert hatten, wurde im Sommer die İstanbul Futbol Ligi (dt. Istanbuler Fußballliga) eingeführt. Diese Liga ersetzte bzw. vereinigte alle vorherigen Istanbuler Ligen und sorgte dafür, dass alle bekannten Istanbuler Vereine in derselben Liga spielten. Weil es damals in der Türkei keine landesübergreifende Profiliga gab, bestanden stattdessen in den Ballungszentren wie Istanbul, Ankara und Izmir regionale Ligen, von denen die İstanbul Ligi (auch İstanbul Futbol Ligi genannt) als die Renommierteste galt.
Farukis Team verfehlte in der ersten Saison dieser neu formierten Liga die Meisterschaft gegen den Erzrivalen Beşiktaş Istanbul. Er selbst fristete in dieser Spielzeit ein Reservistendasein und blieb ohne Pflichtspieleinsatz. In der zweiten Saison, der Saison 1924/25, wurde Faruki mit seiner Mannschaft zwar Istanbuler Meister, jedoch blieb er wieder ohne Pflichtspieleinsatz. Erst in der Saison 1925/26 wurde er wieder eingesetzt. Nachdem er bis zum Sommer 1928 lediglich sporadisch eingesetzt worden war, eroberte er sich in der Saison 1928/29 einen Stammplatz. In dieser Spielzeit wurde er mit seinem Verein Istanbuler Meister und sicherte sich diesen Titel zum vierten Mal in Folge. Nachdem er mit seinem Verein die Meisterschaft in der Saison 1929/30 an den Erzrivalen Fenerbahçe Istanbul vergeben hatte, entschied er mit seinem Klub in der Saison 1930/31 die Meisterschaft wieder für sich. Faruki erzielte in dieser Saison 13 Tore in zehn Spielen und war damit mit Abstand der erfolgreichste Torschütze seines Vereins.
Für Galatasaray spielte Faruki bis zum Sommer 1934.

### Nationalmannschaft
Faruki begann seine Nationalmannschaftskarriere 1927 mit einem Einsatz für die türkische Nationalmannschaft im Testspiel gegen die Bulgarische Nationalmannschaft. In diesem Länderspieldebüt erzielte er auch sein erstes Tor im Nationaldress. Bis zum April 1928 absolvierte er zwei weitere Länderspiele und erzielte dabei ein weiteres Tor.

## Familie und Unternehmerkarriere
Faruki entstammte einer Aristokratenfamilie. Sein Vater Ahmet Mehmet Faruki war einer der Gründer der Kosmetik- und Parfümindustrie der Türkei. Nach dem Ende seiner Fußballspielerkarriere folgte Faruki seinem Vater und begann eine Karriere als Unternehmer. Später ließ er sich in Ägypten nieder und arbeitete hier erfolgreich als Unternehmer.

## Erfolge
Mit Galatasaray Istanbul
- Meister der İstanbul Futbol Ligi: 1924/25, 1925/26, 1929/30, 1930/31
- Sieger im Gazi Büstü: 1928/29